# Церква Святої Параскеви (Белз)
Церква Святої Параскеви — дерев'яна сакральна споруда у місті Белзі. Пам'ятка архітектури національного значення (Ох. 1423\1). Складає комплекс церкви Св. Параскеви XVIII-XIX (Ох. 1423) разом із дерев'яною дзвіницею церкви XIX ст. (Ох. 1423\2).
Знаходиться на колишньому Люблінському передмісті.
Довкола храму розташований український цвинтар.

## Світлини

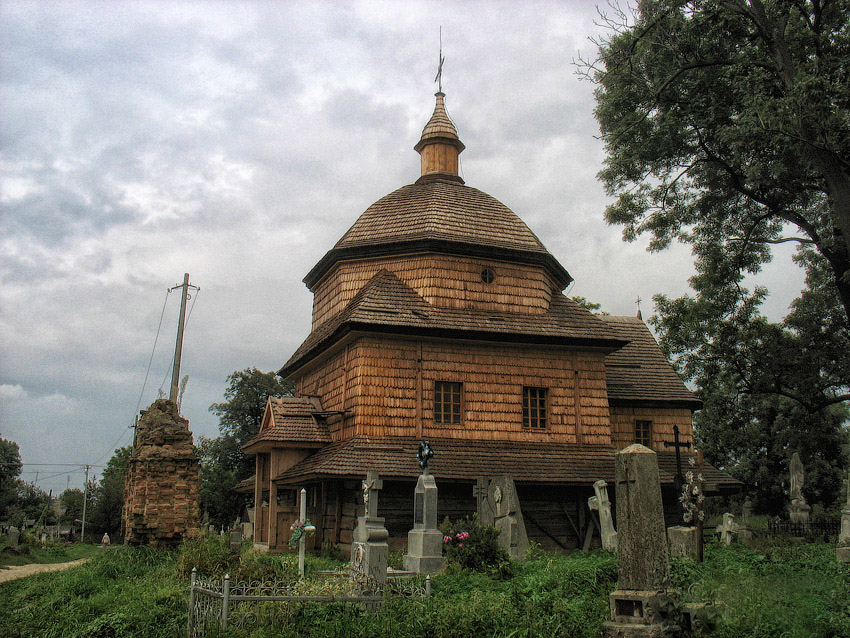
Церква св. Параскеви, Белз
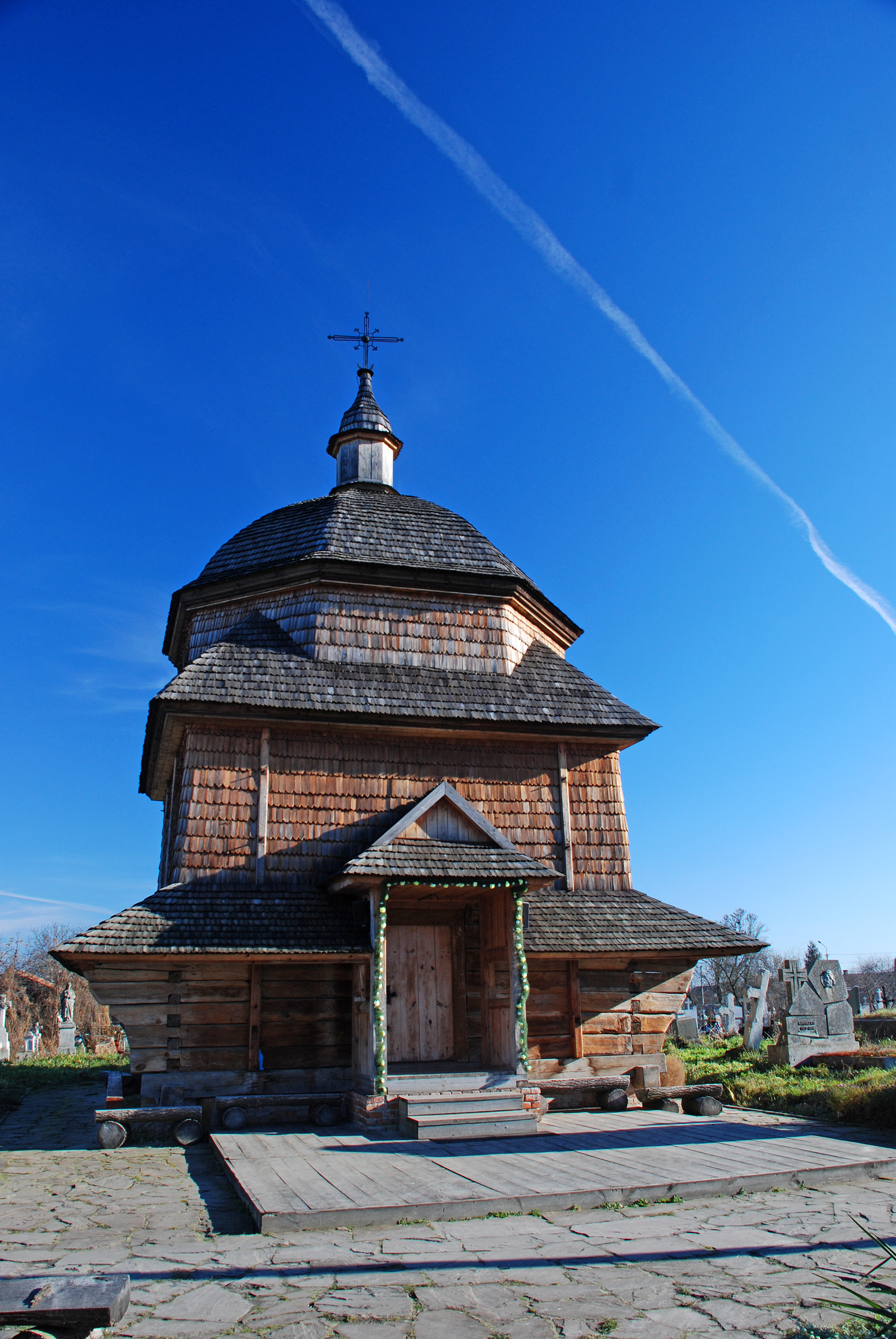
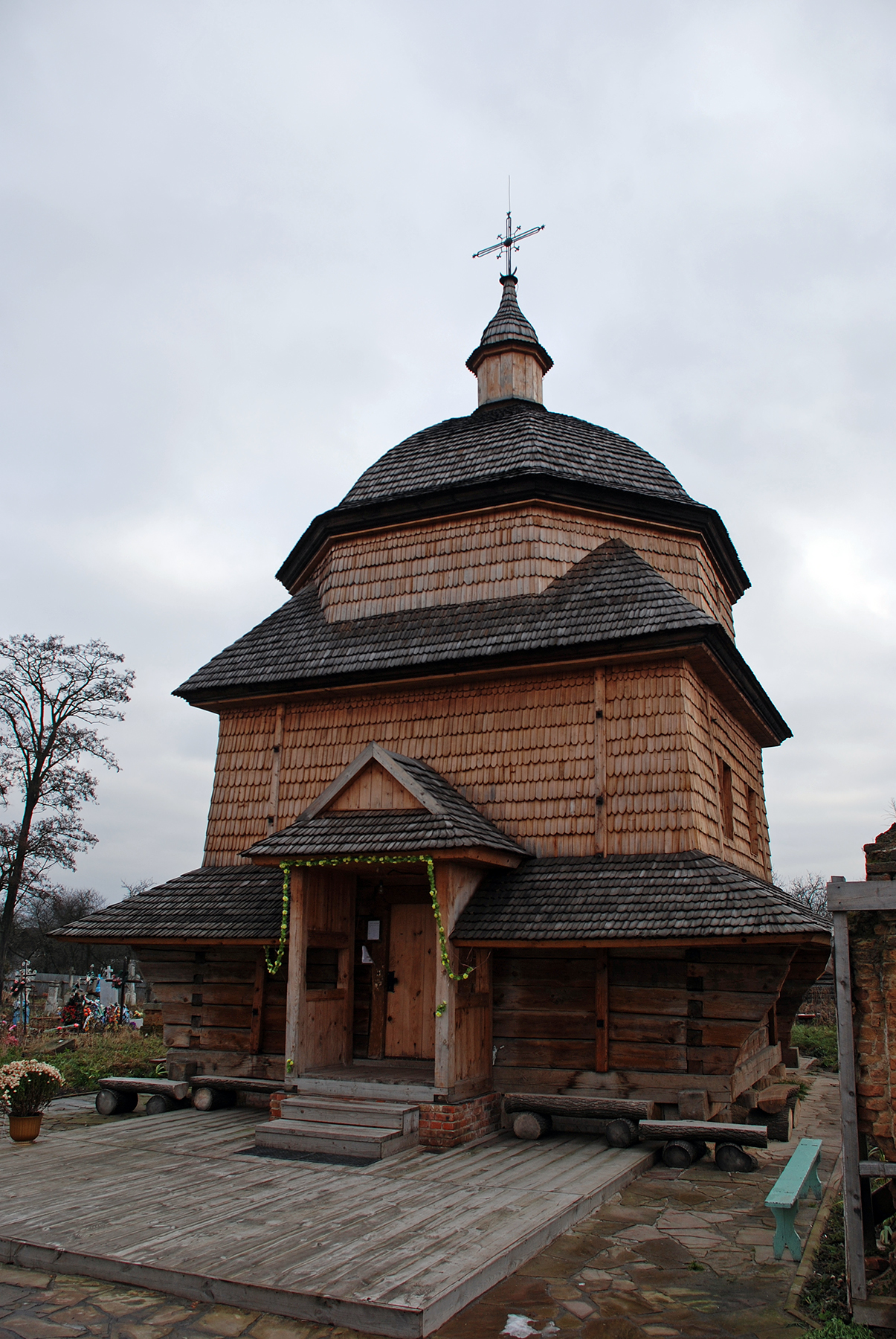
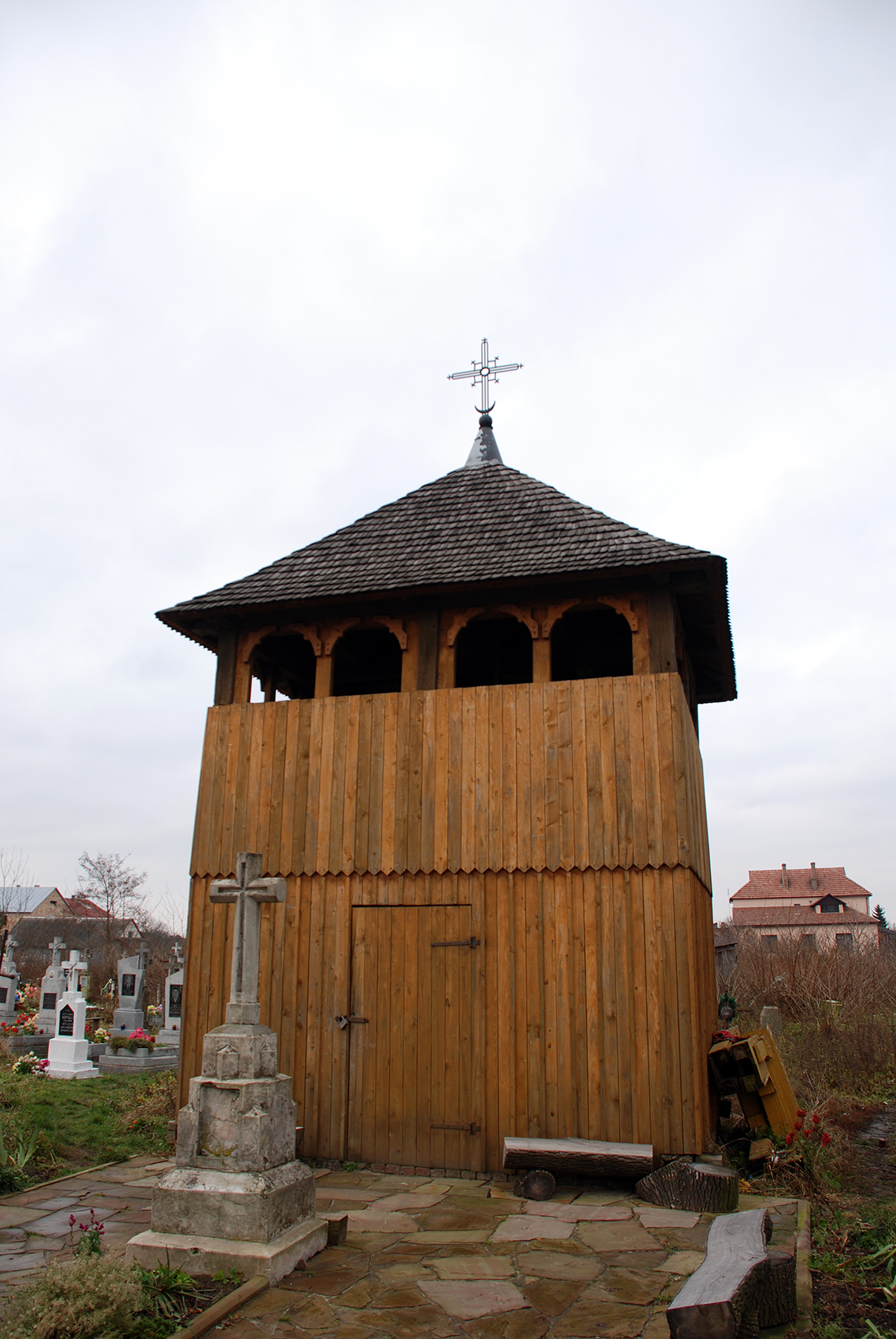
Дзвіниця церкви св. Параскеви
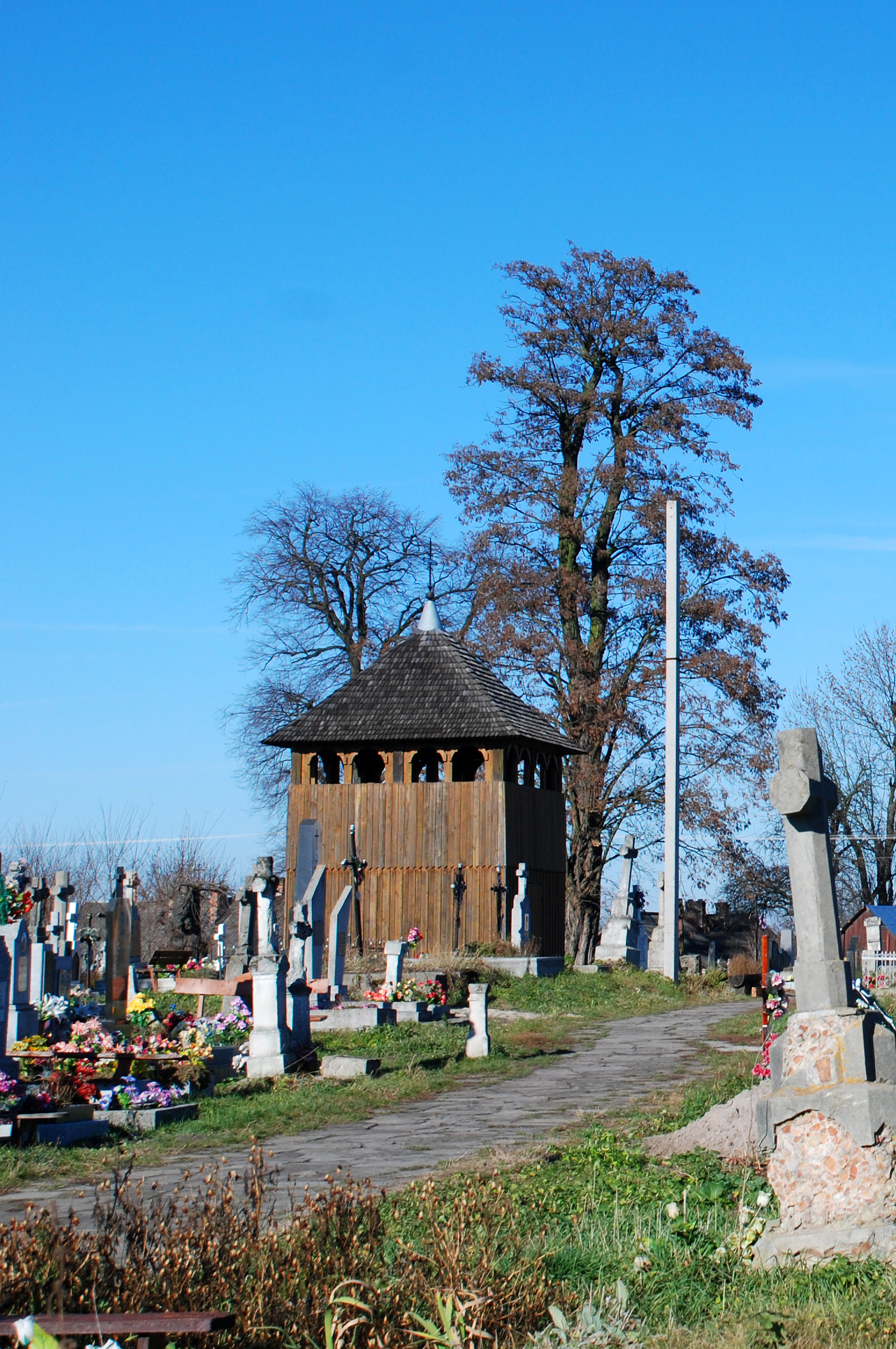